# 이상옥 (1950년)
이상옥(1950년 3월 22일~)은 대한민국의 정치인이다. 제13대 국회의원을 지냈다.

## 역대 선거 결과
|  | 20.95% |

|  | 19.27% |

|  | 58.47% |

|  | 9.42% |

|  | 7.16% |